# Volbeat (hudební skupina)
Volbeat je dánská heavymetalová skupina, založená roku 2001. První album The Strength / The Sound / The Songs vydala v roce 2005 a následné Rock the Rebel / Metal the Devil vyšlo v Dánsku 19. února 2007. Na počátku března 2007 se vyšplhalo v Dánsku na první příčku prodejnosti jako vůbec první metalové album v historii. V ostatních evropských státech vyšlo 26. února.

## Biografie
Volbeat vznikl roku 2001 poté, co frontman Michael Poulsen rozpustil svou předchozí kapelu Dominus. Hrají směs heavy metalu a rockabilly. V tvorbě se nechávají inspirovat rokenrolovými legendami Elvisem Presleyem a Johnnym Cashem. V předchozích 10 letech se žádné jiné dánské heavymetalové kapele kromě Volbeatu nepovedlo dostat na 18. příčku v dánské Top 100 za prodej CD. To se stalo v roce 2006 po vystoupení na festivalu v Roskilde. Dostali se tak před interprety, jako jsou Madonna, Pink Floyd, Korn, Eminem, Guns N' Roses, The Black Eyed Peas, Keane, Franz Ferdinand, Coldplay a Kashmir.

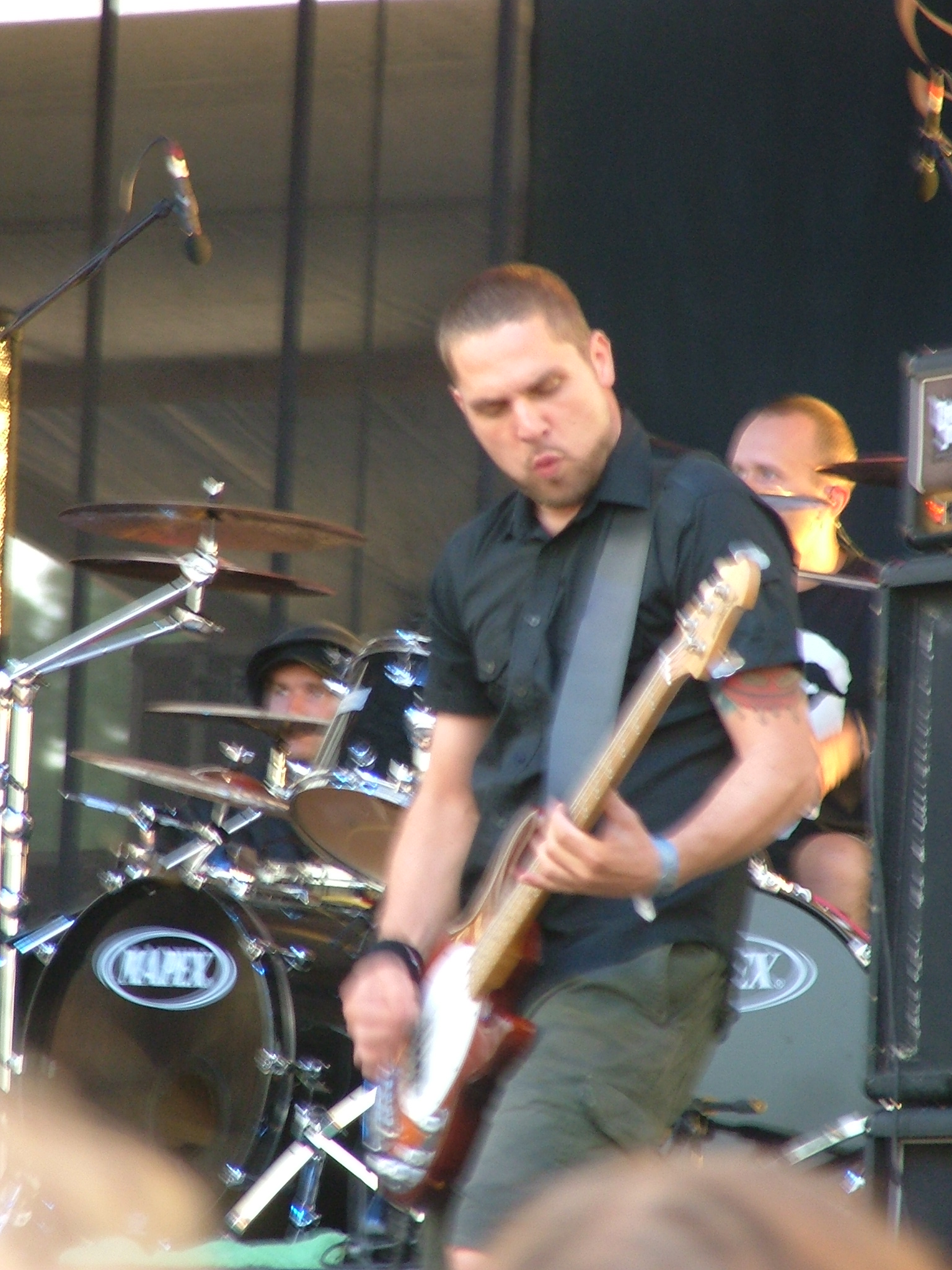

Album The Strength / The Sound / The Songs získalo obecně kladné kritiky. Německý hardrockový časopis RockHard ho v recenzi ohodnotil 10/10.
Volbeat je také pověstný svými živými vystoupeními. Jeho koncert na festivalu v Roskilde v roce 2006 byl ohodnocen 6/6 hvězdičkami v recenzi dánského deníku B.T.
V 8. týdnu roku 2007 debutovala deska Rock the Rebel / Metal the Devil na 1. pozici v prodejnosti na dánské Top 40 a zároveň se do hitparády vrátilo album The Strength / The Sound / The Songs na pozici 21. Nahrávka získala v Dánsku zlatou desku za prodej.
V roce 2007 Volbeat zahajoval Roskilde Festival. Zároveň byl spolu s Mnemicem 13. července v Dánsku předkapelou Metallicy.
Nedávno Volbeat oznámil, že uspořádá jarní evropské turné o 7 zastávkách a ve Finsku a svém domovském městě Kodani bude předskokanem legendární thrashmetalové skupiny Megadeth. Na léto 2008 také chystá několik festivalových vystoupení.
V 

## Vlivy
Volbeat je ovlivněn širokou škálou umělců, což se dá v jejich hudbě jasně vystopovat. Na své oficiální stránce na MySpace (viz "externí odkazy" - níže) členové Volbeatu uvádějí, že je ovlivnili:

"Všichni od Elvise Presleyho po Napalm Death ... ať žijou: Johnny Cash, Little Richard, Jerry Lee Lewis, Chuck Berry, Fats Domino, Ramones, Social Distortion, Motörhead, Black Sabbath, Dio, Megadeth, Metallica, Manic Street Preachers, Iron Maiden a bla bla bla bla..."

## Texty
Texty Volbeatu se obvykle dotýkají témat lásky, nešťastné lásky nebo moci pokřivené mysli. Tím se distancují od obvyklých heavymetalových textů, třebaže většina jejich nejpopulárnějších písní obsahuje velice temná a upřímná témata a příběhy.
Prvním singlem byla coververze evergreenu Dusty Springfield „I Only Want to Be with You“. Píseň se po textové stránce od originálu moc neliší, ale doprovodný videoklip je pro Volbeat typický. Inspirace hrdiny ze 60. let je zjevná ze symboliky klasického mikrofonu a natáčení skupiny na střeše velkoměstské budovy.
Dalším oblíbeným prvkem textů skupiny jsou navracející se "série" písní. To nejlépe dokazují písně „Danny a Lucy“ z alba The Strength/The Sound/The Songs, kterou následuje „Mr. & Mrs. Ness“ z desky Rock the Rebel/Metal the Devil. Jde o příběh dvou zoufalých milenců, kteří zemřou při autonehodě poté, co Lucy uteče od rodiny.
„Dear Mr. and Mrs. Ness, I'm so sorry to bring you this - We believe we found your girl in an old burning car way up the hill.“
V "pokračování", „Mr. & Mrs. Ness“, spáchá Lucyina matka sebevraždu a na otce padne podezření z vraždy:
„The old man is crying and he's lying - The blood on his hands' from his wife yeah.“

## Složení
Současní členové
- Michael Poulsen – zpěv, rytmická kytara (2001-dosud)
- Jon Larsen – bicí (2001-dosud)
- Kaspar Boye Larsen – baskytara, doprovodný zpěv (2016-dosud)
- Flemming C. Lund – sólová kytara, doprovodný zpěv (host: 2023-dosud)

Předchozí členové
- Teddy Vang – sólová kytara (2001-2002)
- Franz "Hellboss" Gottschalk – sólová kytara, doprovodný zpěv (2002-2006)
- Thomas Bredahl – sólová kytara, doprovodný zpěv (2006-2010)
- Anders Kjølholm – baskytara, doprovodný zpěv (2001-2015)
- Rob Caggiano – sólová kytara, doprovodní zpěv (2013-2023)

Hudebníci na turné
- Hank Shermann – sólová kytara (2011-2013)
- Jon Dette – bicí (2022)

## Ocenění
- The Strength / The Sound / The Songs nejlepší debutové album na Danish Metal Music Awards 2005
- Cena Steppeulven za naději roku 2006[4]
- Nejlepší živé vystoupení – Danish Metal Music Awards 2006, volili fanoušci
- Rock the Rebel / Metal the Devil nejlepší album (Danish Metal Music Awards) 2007
- Cena posluchačů Dánského rozhlasu[5]

## Diskografie

### Demo nahrávky
- 2002: Volbeat
- 2003: Beat the Meat

### Řadová alba
- 2005: The Strength / The Sound / The Songs
- 2007: Rock the Rebel / Metal the Devil
- 2008: Guitar Gangsters & Cadillac Blood
- 2010: Beyond Hell /Above Heaven
- 2013: Outlaw Gentlemen & Shady Ladies
- 2016: Seal the Deal & Let's Boogie
- 2019: Rewind, Replay, Rebound
- 2021: Servant of the Mind

### Koncertní alba
- 2011: Live from Beyond Hell / Above Heaven
- 2013: Outlaw Gentlemen & Shady Ladies Tour Edition
- 2018: Let's Boogie! Live from Telia Parken

## Videografie
- 2007: Live in a Pool of Booze
- 2008: Live: Sold Out!
- 2011: Live from Beyond Hell / Above Heaven
- 2013: Outlaw Gentlemen & Shady Ladies Tour Edition
- 2018: Let's Boogie! Live from Telia Parken